# Пьеа
Пьеа (итал. Piea) — коммуна в Италии, располагается в регионе Пьемонт, в провинции Асти.
Население составляет 619 человек (2008 г.), плотность населения составляет 70 чел./км². Занимает площадь 9 км². Почтовый индекс — 14020. Телефонный код — 0141.
Покровителями коммуны почитаются святые апостолы Филипп и Иаков Младший, празднование 3 мая.

## Демография
Динамика населения:

## Администрация коммуны
- Официальный сайт: http://www.comune.piea.at.it/